# Alrik Sundén-Cullberg
Anton Alrik Sundén-Cullberg, född 10 juli 1867 i Västerås, död 25 maj 1955 i Stockholm, var en svensk försäkringsman.
Alrik Sundén-Cullberg var son till Daniel Anton Sundén och Jenny Constantia Trysén. Efter moderns död 1870 adopterades han av en moster och hennes make, godsägaren på Locknevi säteri, Thor Hjalmar Cullberg. Efter mogenhetsexamen i Västervik 1888 var han tjänsteman vid Försäkrings AB Skånes huvudagentur i Stockholm 1888–1893, vid Kölnische Unfall-Versicherungs generalagentur i Stockholm 1893–1896 och vid Versicherungs A.-G. Germania i Stettin 1896–1898. Han startade 1898 assuransfirman Alrik Sundén-Cullberg, som 1917 ombildades till aktiebolag, och var från 1917 styrelseordförande i bolaget. Sundén-Cullberg rekonstruerade Försäkringsaktiebolaget Stella 1911 och var 1911–1936 VD och 1911–1947 styrelseordförande där, rekonstruerade Försäkringsaktiebolaget Hansa 1913 och var dess VD 1913–1936 och styrelseordförande 1936–1947, grundade 1918 Försäkringsaktiebolaget Mälaren och var dess styrelseordförande 1919–1947 samt grundade Svenska kreditförsäkringsaktiebolaget 1928 och var styrelseledamot där 1928–1947. Han var en av grundarna av AB Sportpalatset och styrelseordförande där 1933–1947, samt ordförande i nordiska poolen för luftfartsförsäkring 1926–1939. Sundén-Cullberg var livligt intresserad av segling och deltog med framgång i flera tävlingar och tillhörde även ledningen för många andra, bland annat var han tävlingsledare för guldpokalseglingen 1928. 1925–1932 var han vice ordförande i styrelsen för Kungliga Svenska Segelsällskapet